# Fran Rueda

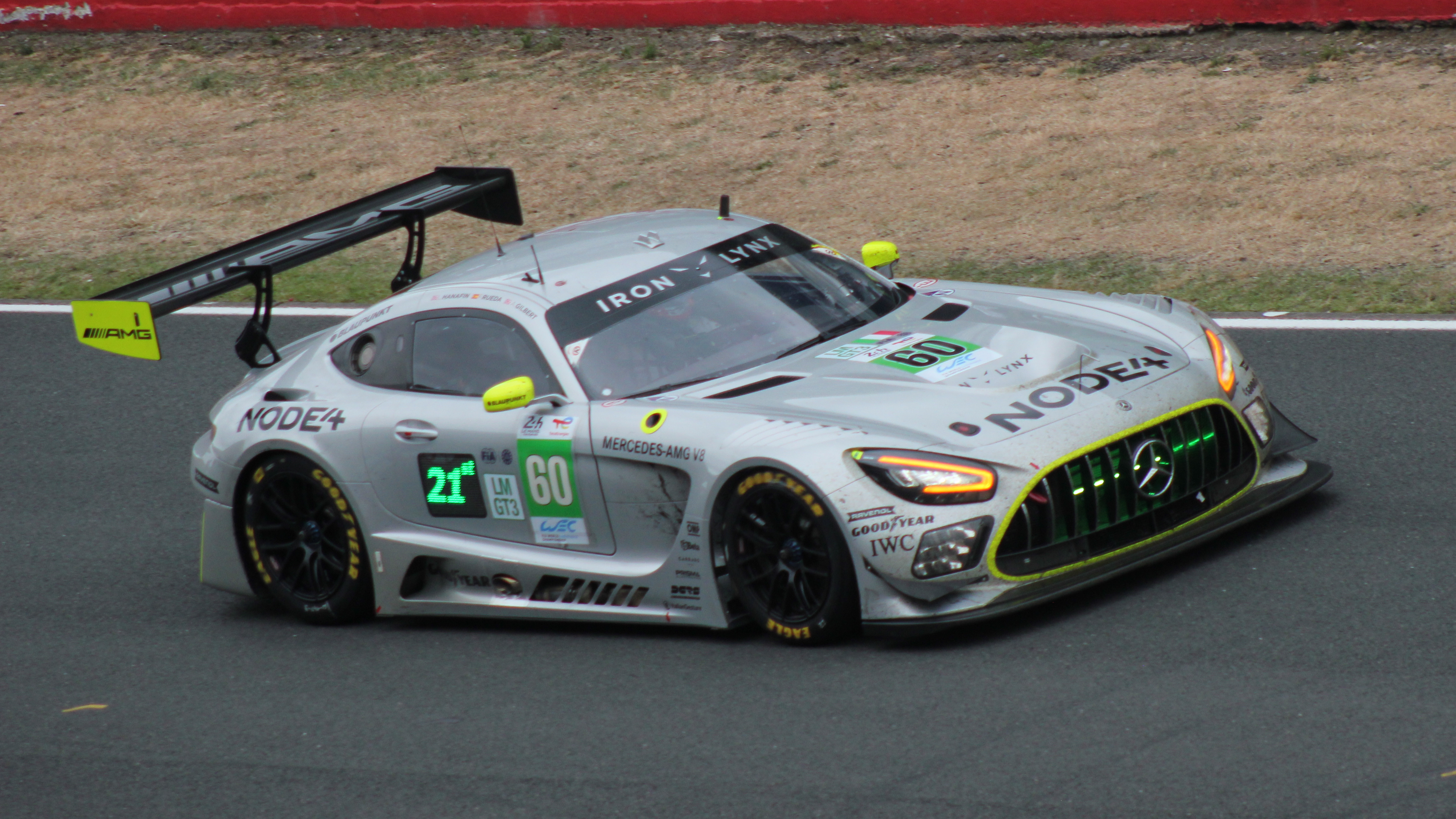
Der von Fran Rueda beim 24-Stunden-Rennen von Le Mans 2025 gefahrene Mercedes-AMG LMGT3

Francisco „Fran“ Rueda Mateos (* 14. Februar 1997 in Málaga) ist ein spanischer Autorennfahrer. 

## Karriere als Rennfahrer
Fran Rueda  fuhr nach seiner Teenagerzeit als Kartfahrer zwei Jahre lang Monopostorennen. Nach einem Jahr in der französischen Formel-4-Meisterschaft und dem folgenden im Formel Renault 2.0 Northern European Cup bestritt er ab 2014 Rennen zum Seat Leon Eurocup.
2016 wurde er Zweiter der Renault Sport Trophy und 2017 und 2018 ebenfalls Zweiter der GT3-Klasse der International GT Open. Neben seinen Einsätzen im International GT Open startete er unter anderem in der GT World Challenge Europe und der Asian Le Mans Series. 2025 gab er sein Debüt beim 24-Stunden-Rennen von Le Mans, fiel nach einem Schaden an der Lichtmaschine des Mercedes-AMG LMGT3 aber aus.

## Statistik

### Le-Mans-Ergebnisse
| Jahr | Team      | Fahrzeug           | Teamkollege    | Teamkollege    | Platzierung | Ausfallgrund  |
| ---- | --------- | ------------------ | -------------- | -------------- | ----------- | ------------- |
| 2025 | Iron Lynx | Mercedes-AMG LMGT3 | Andrew Gilbert | Lorcan Hanafin | Ausfall     | Lichtmaschine |

### Einzelergebnisse in der FIA-Langstrecken-Weltmeisterschaft
| Saison | Team      | Rennwagen          | 1   | 2   | 3   | 4   | 5   | 6   | 7   | 8   |
| ------ | --------- | ------------------ | --- | --- | --- | --- | --- | --- | --- | --- |
| 2025   | Iron Lynx | Mercedes-AMG LMGT3 | KAT | IMO | SPA | LEM | SAO | AUS | FUJ | BAH |
| 2025   | Iron Lynx | Mercedes-AMG LMGT3 |     |     |     | DNF | 32  |     |     |     |